# Mato Jajalo
Mato Jajalo (Jajce, 25 mei 1988) is een Bosnisch-Kroatisch voetballer die doorgaans als middenvelder speelt. Hij verruilde US Palermo in juli 2019 transfervrij voor Udinese. Jajalo speelde in 2014 en 2015 twee oefeninterlands in het Kroatisch voetbalelftal, maar debuteerde in 2016 in het Bosnisch voetbalelftal.

## Clubcarrière
Jajalo begon zijn carrière bij het Duitse Kickers Offenbach. Na een paar jaar ging Jajalo naar het Kroatische NK Slaven Belupo. Hij steeg door jeugdselecties van Slaven Belupo en debuteerde op 22 juli 2007 voor de eerste selectie van Belupo onder trainer Krunoslav Jurčić,  tegen NK Osijek (0-1 verlies). Zijn talent werd opgemerkt door het Italiaanse AC Siena en op 1 juli 2009 vertrok hij voor ongeveer 2 miljoen euro naar Siena. Jajalo werd bij Siena sinds oktober 2009 een basisspeler. In zijn eerste seizoen bij Siena maakte Jajalo geen enkele treffer en vanwege dit en de belangstelling van de Duitse club 1. FC Köln werd hij voor een jaartje verhuurd aan de club waar tevens zijn landgenoot Miro Varvodić speelde. Op 15 augustus 2010 maakte hij zijn debuut voor Köln onder de Kroatische trainer Zvonimir Soldo tegen ZFC Meuselwitz (winst 2-0). Jajalo tekende in juni 2011 een 4-jarig contract met 1. FC Köln. Jajalo kreeg op 10 maart 2012, samen met teamgenoot Lukas Podolski een suspensie van drie wedstrijden, nadat hij een overtreding maakte op Hertha BSC speler Levan Kobiasjvili. Vier dagen later kondigde hij aan dat hij een operatie zal ondergaan aan zijn neustussenschot, omdat hij vaak ademhalingsproblemen heeft. De voormalige speler van AC Siena liep in juni 2012 een blessure op en moest het begin van het aankomende seizoen samen met medespelers Kevin Pezzoni, Kostas Giannoulis en Mišo Brečko missen. In het seizoen 2012/2013 speelde de Bosnische-Kroaat in totaal vierentwintig competitiewedstrijden in de 2. Bundesliga. In januari 2014 was Jajalo dicht bij een transfer naar het Kroatische HNK Hajduk Split als vervanging van Mario Pašalić, die naar Chelsea FC vertrok. Toch ging de samenwerking niet door, omdat Pašalić verhuurd werd aan HNK Hajduk Split tot aan het einde van het seizoen. De voormalige aanvoerder van het Kroatische jeugdelftal ondertekende in juni 2014 een contract van twee jaar bij HNK Rijeka. In zijn eerste Adriatische derby tegen HNK Hajduk Split won HNK Rijeka met 4-2. De in Bosnië en Herzegovina geboren Kroaat verliet onverwachts het trainingskamp van HNK Rijeka in Rovinj, waar de Kroatische eersteklasser zich voorbereidde op de tweede helft van de Kroatische competitie. Vervolgens kondigde Jajalo aan, weg te willen bij HNK Rijeka. Het contract werd dezelfde maand nog verbroken en de Kroaat verontschuldigde zich voor zijn handelingen. Vervolgens verkaste Jajalo naar Italië om te tekenen bij US Palermo. Jajalo kreeg rugnummer 28 en werd voor 4,5 jaar verbonden aan de club. Jajalo debuteerde voor de Italianen in 21e speelronde van de Serie A tegen Hellas Verona. Jajalo begon de wedstrijd in de basis en verliet het veld twintig minuten voor het einde. US Palermo won met 2-1 en pakte hiermee de drie punten.

## Clubstatistieken
| seizoen                             | club                 | land                  | competitie    | wed. | goals |
| ----------------------------------- | -------------------- | --------------------- | ------------- | ---- | ----- |
| 2007/08                             | NK Slaven Belupo     | Kroatië               | Prva HNL      | 31   | 4     |
| 2008/09                             | NK Slaven Belupo     | Kroatië               | Prva HNL      | 32   | 5     |
| 2009/10                             | AC Siena             | Italië                | Serie A       | 25   | 0     |
| 2010/11                             | → 1. FC Köln (huur)  | Duitsland             | Bundesliga    | 30   | 2     |
| 2011/12                             | 1. FC Köln           | Duitsland             | Bundesliga    | 31   | 3     |
| 2012/13                             | 1. FC Köln           | Duitsland             | 2. Bundesliga | 24   | 0     |
| 2013/14                             | 1. FC Köln           | Duitsland             | 2. Bundesliga | 5    | 0     |
| 2013/14                             | → FK Sarajevo (huur) | Bosnië en Herzegovina | Premijer Liga | 9    | 0     |
| 2014/15                             | HNK Rijeka           | Kroatië               | Prva HNL      | 18   | 1     |
| 2014/15                             | US Palermo           | Italië                | Serie A       | 16   | 1     |
| 2015/16                             | US Palermo           | Italië                | Serie A       | 18   | 0     |
| Totaal                              | Totaal               | Totaal                | Totaal        | 239  | 16    |
| Laatst bijgewerkt op 11 maart 2016. |                      |                       |               |      |       |

## Interlandcarrière
Jajalo speelde voor het Kroatië –20 en Kroatië –21, waar hij tevens captain was. Hij werd opgeroepen voor de A-selectie, waar hij debuteerde op 12 november 2014 tegen Argentinië, net als  Lovre Kalinić (Hajduk Split), Ivan Vargić (HNK Rijeka), Marin Leovac (HNK Rijeka), Marko Lešković (HNK Rijeka), Matej Mitrović (HNK Rijeka), Ivan Tomečak (HNK Rijeka), Domagoj Antolić (Dinamo Zagreb) en Marko Rog (RNK Split) voor Kroatië. Hij werd opgeroepen in mei 2015 door de Kroatische bondscoach voor de vriendschappelijke wedstrijd tegen Gibraltar en de EK-kwalificatiewedstrijd tegen Italië op respectievelijk 7 juni en 12 juni 2015. Zijn tweede wedstrijd voor de Vatreni speelde Jajalo tegen Gibraltar in Varaždin.
In maart 2016 kreeg Jajalo een oproep van de bondscoach van het nationale voetbalelftal van Bosnië-Herzegovina.

### Internationale wedstrijden
| №                                   | Datum                     | Locatie                   | Wedstrijd                 | Uitslag                   | Competitie                | Goals                     |
| Als speler van HNK Rijeka           | Als speler van HNK Rijeka | Als speler van HNK Rijeka | Als speler van HNK Rijeka | Als speler van HNK Rijeka | Als speler van HNK Rijeka | Als speler van HNK Rijeka |
| ----------------------------------- | ------------------------- | ------------------------- | ------------------------- | ------------------------- | ------------------------- | ------------------------- |
| 1.                                  | 12 november 2014          | Boleyn Ground, Londen     | Argentinië – Kroatië      | 2 – 1                     | Vriendschappelijk         | 0                         |
| 2.                                  | 7 juni 2015               | Varteksstadion, Varaždin  | Kroatië – Gibraltar       | 4 – 0                     | Vriendschappelijk         | 0                         |
| Totaal                              | Totaal                    | Totaal                    | Totaal                    | Totaal                    | Totaal                    | 0                         |
| Laatst bijgewerkt op 11 maart 2016. |                           |                           |                           |                           |                           |                           |